# Katedra Dzieciątka Jezus w Lusace
Katedra Dzieciątka Jezus w Lusace – współczesna katedra katolicka w Lusace, Zambia w archidiecezji Lusaka zbudowana w miejscu gdzie papież Jan Paweł II odprawił mszę podczas swojej 41 podróży apostolskiej. 

## Lokalizacja
Katedra jest położona na placu Jana Pawła II w Longacres przedmieściu Lusaki.  

## Historia
Idea zbudowania katedry w Lusace powstała po ogłoszeniu planów wizyty papieskiej w Zambii. Podczas przygotowań do pielgrzymki ustalono, iż katedra pod wezwaniem Dzieciątka Jezus powstanie w miejscu gdzie papież odprawi msze. W dniu 02.05.1989 podczas swojej 41 podróży apostolskiej papież Jan Paweł II odprawił mszę na przyszłym miejscu budowy katedry w Longacres, natomiast w dniu 04.05.1989 papież poświęcił kamień węgielny pod katedrę.
Przy katedrze w dniu 03.09.2013 został pochowany pierwszy rodzimy kardynał Medardo Joseph Mazombwe.